# رنو آرکانا
رنو آرکانا (انگلیسی: Renault Arkana) یک خودروی کراس اوور از شرکت فرانسوی رنو است. این خودرو که طراحی کوپه‌مانند دارد، پلت‌فرم مشترکی با داچیا داستر و رنو کپچر دارد. آرکانا با توجه به طراحی کوپه‌مانند آن، از بی‌ام‌و ایکس فور الهام گرفته‌است. این خودرو با پیشرانه‌های ۱۱۵ و ۱۵۰ اسب بخاری عرضه شده‌است. قیمت پایه این خودرو هنگام عرضه حدود ۱۵۹۰۰ دلار بوده‌است.